# New Tang Dynasty Television
New Tang Dynasty (NTD) est une chaîne de télévision ayant son siège à New York. Créée en 2001 sous le sigle NTDTV en tant que chaîne de langue chinoise par des pratiquants du Falun Gong ayant émigré en Occident, elle a depuis étendu son offre à d'autres langues et s'affiche depuis la mi-2010 sous le sigle NTD. Son contenu éditorial reste centré sur la Chine continentale et couvre fréquemment des sujets censurés tels que les droits de l'homme et la démocratie. La chaîne est accusée d'être liée au Falun Gong, mouvement interdit en Chine,,.
Au début des années 2020, le média migre vers la publication de contenus destinés à l’extrême droite complotiste.

## Histoire
NTD a été fondée à New York en 2001 par des pratiquants de Falun Gong ayant émigré en Occident. D'abord chaîne d'information de langue chinoise, elle a depuis élargi sa diffusion pour inclure des émissions en anglais, espagnol, japonais, français, russe, perse, hébreu et plusieurs autres langues.
NTD a commencé la diffusion par satellite en Amérique du Nord en février 2002 et en Chine continentale en avril 2004. À l'heure actuelle, la couverture par satellite de la chaîne atteint l'Amérique du Nord, l'Asie, l'Europe et l'Océanie, en plusieurs langues. 
En juin 2008, Reporters sans frontières (RSF) a accusé Eutelsat d'avoir abusivement interrompu la diffusion de NTD par son satellite W5, afin d'apaiser le gouvernement chinois. Selon RSF, « la suspension de NTDTV, une chaîne qui dérange le gouvernement de Pékin car elle peut être reçue librement par des dizaines de millions de foyers chinois, apparaît comme une faveur d'Eutelsat pour obtenir de nouveaux marchés ». RSF a déclaré qu'ils étaient en possession d'un enregistrement d'une conversation avec un employé d'Eutelsat à Pékin confirmant les allégations. Eutelsat a affirmé que l'arrêt était dû à une défaillance technique. Le 30 juin 2010, la Cour d'appel de Paris a ordonné une mesure d’expertise visant à définir si oui ou non il y a eu coupure intentionnelle de NTD par Eutelsat.
En juin 2010, lors de la visite du président Hu Jintao au Canada, le cabinet du Premier ministre canadien a annulé une conférence de presse à laquelle NTD devait participer afin que Hu Jintao ne soit pas en contact avec les journalistes de la chaîne, à la demande du consulat chinois. Selon le Toronto Star, ces conférences de presse sont courantes pour les dirigeants étrangers en visite au Parlement, et l'annulation a été considérée comme une mesure extraordinaire pour maintenir NTD éloignée du président chinois.

## Buts
Dans une interview accordée au Wall Street Journal, le président de la chaîne, Zhong Lee, a déclaré que l'objectif initial de l'entreprise était de s'élever contre la persécution par le gouvernement chinois, mais qu'elle « peut aussi jouer un rôle important dans la promotion de la démocratie en Chine ».

## Fonctionnement
L'activité de la chaîne est assurée par quatre-vingt personnes. 
Selon Benjamin Penny, NTD a fait l'objet de controverses en raison de ses liens avec le Falun Gong car, tout comme The Epoch Times, elle se défend d'être sous l'autorité de ce mouvement ou d'en être la propriété.

## Financement
NTD affirme que son financement est essentiellement basé sur des dons individuels. En 2009, ses revenus se sont élevés à 5,3 millions de dollars. Comme les autres chaînes privées, la publicité participe aussi aux rentrées d'argent de la chaîne.

## Diffusion
NTD est diffusée sur le câble, l'ADSL, le satellite et le Web. Les émissions de la chaîne sont vues chaque année par plusieurs dizaines de millions de personnes. La chaîne est diffusée sur le câble aux États-Unis. En France, elle est diffusée dans les bouquets ADSL de Bouygues, Free et SFR. La couverture par satellite de la chaine comprend l'Amérique du Nord, l'Asie, l'Europe et l'Océanie. En Asie, notamment en Chine continentale, la diffusion par satellite est assurée par l'opérateur taïwanais Chunghwa Telecom, malgré les tentatives de blocage de Pékin. NTD estime qu'un million de personnes de Chine continentale contournent chaque mois le Grand Firewall de Chine pour accéder au site web de la chaîne.

## Contenu

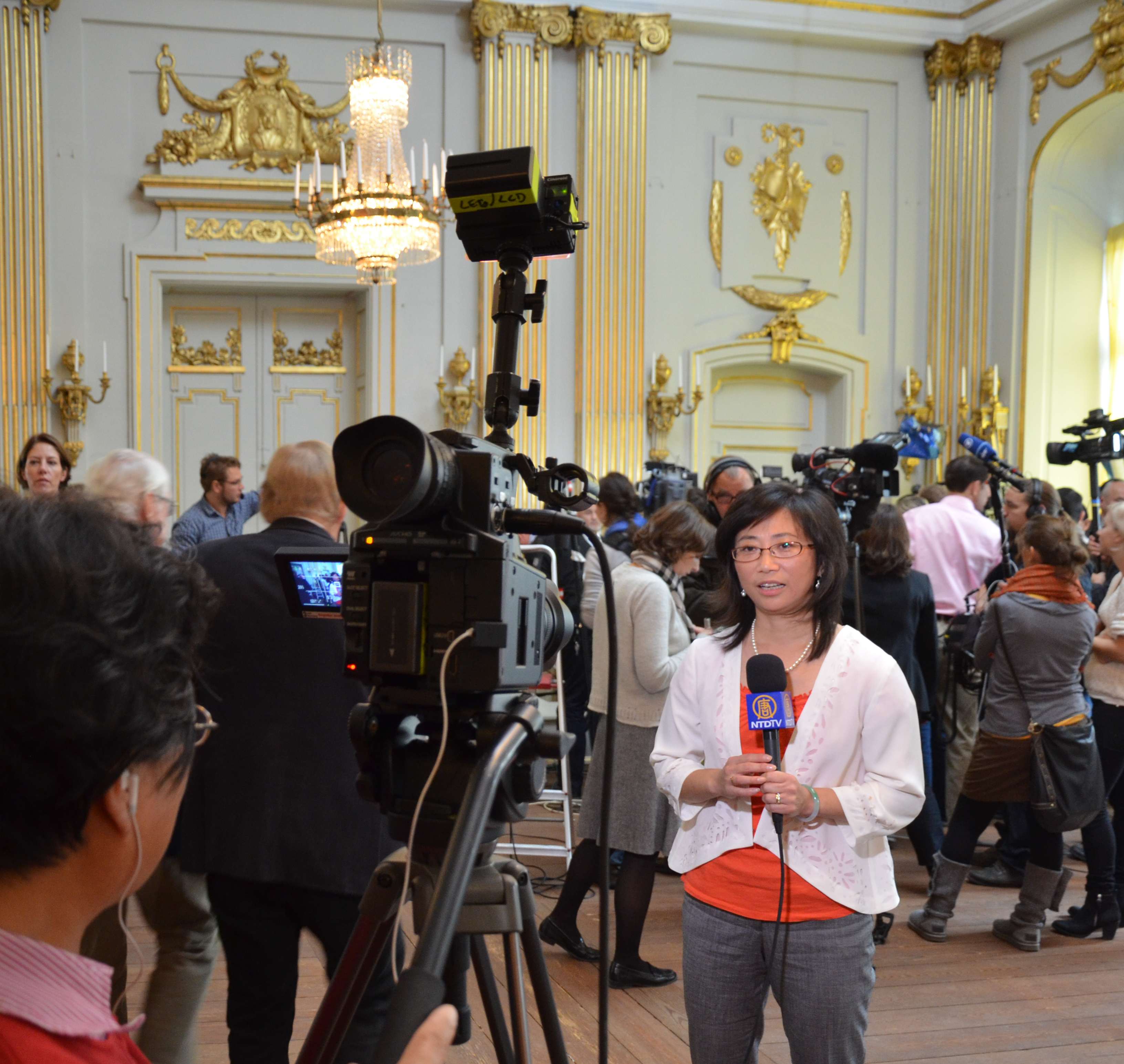
Une journaliste de NTD à l'Académie royale de Stockholm, en Suède, à l'annonce du prix Nobel de littérature de Mo Yan en 2012.

L'offre de NTD comprend non seulement des journaux d'informations, des analyses, mais aussi des divertissements, des émissions sur l'art et la culture, le sport, les voyages, la santé, la vie quotidienne, la société et des émissions pour les plus jeunes.
NTD fournit des informations sur la Chine et en particulier sur la question des droits de l'homme et adopte souvent une position critique sur les abus de pouvoir du Parti communiste chinois.

## De la couverture de l'information au complotisme
La ligne éditoriale critique de NTD vis-à-vis des atteintes aux droits de l'homme en Chine provoque régulièrement de vives réactions de la part de la république populaire de Chine et de ses ambassades à l'étranger.
NTD était réputée fiable en 2005, selon la Fédération internationale des journalistes, pour « sa couverture adéquate et objective de sujets politiques, économiques et culturels en chinois ». Elle a par exemple annoncé l'épidémie de SRAS en 2003, trois semaines avant que le gouvernement chinois n'admette publiquement l'existence de l'épidémie. Selon Jason Q. Ng, si le journalisme de NTD (et de The Epoch Times) est de qualité, le choix des sujets, en 2013 le traitement des questions relatives à la Chine continentale relèvent d'un parti pris fortement marqué contre le parti communiste et suscitent le scepticisme.
En 2021, le média migre vers la publication de contenus destinés aux anti-vaccins, aux covidosceptiques et à l’extrême droite et complotiste.
En 2022, la chaîne a interviewé des personnes présentes lors d'un meeting d'Éric Zemmour au Trocadéro, candidat d'extrême-droite à l'élection présidentielle française de 2022.